# Folklor środowiskowy
Folklor środowiskowy — wspólny język, slang funkcjonujący w określonych grupach środowiskowych (np. grupach zorganizowanych wewnętrznie na zasadzie więzi wynikających z wieku, ze statusu zawodowego oraz z ogólnego rodzaju wspólnot społecznych itd.). 

## Definicja

### Folklor
Termin „folklor” wprowadził w 1846 roku William G. Thoms. W ujęciu wąskim wiąże się ze sztuką słowa (bajki, podania, legendy, zamawiania, zagadki, przysłowia, pieśni), tzn. z literaturą ustną lub folklorem literackim. W ujęciu szerokim folklor utożsamia się z tradycją społeczności pierwotnych, plemiennych lub całokształtem kultury ludowej (mity, rytuały, obrzędy, zwyczaje, taniec, muzyka, plastyka). Przekazy folklorystyczne jako dominujące są znamienne dla społeczności pierwotnych i plemiennych; w społeczeństwach stanowo-klasowych funkcjonują jako kultury nieoficjalne (folklor chłopski), środowiskowe (folklor szlachecki); w społeczeństwie masowym stają się reliktowe, bądź występują w postaci subkultur. Folklor charakteryzuje się względnie stabilnym modelem świata, który może funkcjonować w kulturze opartej na piśmie i druku, np. w piśmiennictwie ludowym oraz w literaturze brukowej i popularnej (komiks). W społeczeństwach organizacyjnych i masowych problematykę folkloru łączy się ze specyfiką światopoglądu potocznego, niewyspecjalizowanego, charakteryzującego się mechanizmami typizacji (stereotypy), spontanicznością ekspresji, alternatywnością wzorów i norm zachowań. 

### Folklor środowiskowy
Jest to zjawisko węższe od kultury środowiskowej, to część zachowań kultury danej społeczności, z których każda jest ponadto normalnym uczestnikiem kultury ogólnonarodowej, subkultur stanowych i regionalnych. Pod folklorem środowiskowym kryją się różnorodne zjawiska: obszerne - obejmujące działalność całych stanów i klas, po twórczość bardzo wąskich grup profesjonalnych lub regionalnych; złożone - występujące jako autonomiczne elementy mniejszych grup lokalnych bądź zawodowych.
Warunkiem powstania folkloru w jakieś grupie społecznej jest istnienie więzi łączącej ją w wyraźną wspólnotę - jej przejawem jest m.in. kultura. Wewnątrz tej grupy mieszczą się nie tylko odbiorcy ale i twórcy. Nie ma między nimi podziału. Twórczość spontaniczna i w założeniu zbiorowa, stąd też przeważająca anonimowość wszelkich tworów kultury ludowej.

## Charakterystyka folkloru środowiskowego
Każda z prezentowanych grup wykorzystuje specyficzne dla siebie formy komunikacji, dobiera wspólne tematy, dające gwarancję porozumienia, odznacza się podobnym systemem wartości, widocznym chociażby w niepisanych ustaleniach, typowych dla kultury oralnej, a np. odnoszących się do opozycji swój-obcy, w końcu charakteryzuje się zbliżonym modelem spędzenia czasu wolnego i czasu pracy (zajęć), co stanowi ważny czynnik integracyjny.
W oparciu o tekst Piotra Kowalskiego folklor środowiskowy określany w sposób relacyjny, musi odnosić się do "opozycyjności" wobec innych grup lub ważnych dla grup wzorców  kulturowych czy wartości. Opozycyjność może przybierać postać nieoficjalną osobliwego, kulturowego sprzeciwu, polemiczność, dialogowość, wobec uznanych, aprobowanych oficjalnie wartości. Taki wymiar opozycyjności jest ważny dla jednostki i dla grupy. Grupie zapewnia spójność, swoiste minimalne porozumienie na poziomie zgodności wizji świata, a dla jednostki, bezpieczne istnienie wewnątrz grupy, z którą się utożsamia.

## Koncepcja P. Bogatyriewa i R. Jakobsona
Koncepcja P. Bogatyriewa i R. Jakobsona, rozpatrująca folklor w analogii do procesów językowych mówi, że: nie tylko grupy etnograficzne i geograficzne różnią się swoim folklorystycznym repertuarem, ale i grupy charakteryzujące się płcią (folklor męski i żeński), wiekiem (dzieci, młodzież, starcy), zawodem (pasterze, rybacy, żołnierze, bandyci) itd. Ponieważ wymienione grupy zawodowe produkują folklor dla siebie samych, te cykle folklorystyczne można porównać ze specjalnymi językami zawodowymi.